# Бобах, Сёрен
Сёрен Бобах (дат. Søren Bobach, род. 25 апреля 1989) — датский спортсмен-ориентировщик, чемпион мира 2014 года в дисциплине спринт, чемпион мира 2006 среди юниоров.

## Биография
В детстве жил со своей семьей недалеко от Силькеборга, в маленьком городке Virklund. Отец и мать тоже занимаются ориентированием и часто брали детей на различные соревнования. Старший брат — Христиан (род. 1987) и младшая сестра Ида (род. 1991). Христиан и Ида состояли в юниорской сборной Дании по спортивному ориентированию и становились призёрами мировых первенств среди юниоров. Причём, Ида, завоевав седьмую золотую медаль на первенстве мира 2011 в Польше, стала самой титулованной юниоркой за всю историю проведения мировых юниорских первенств по спортивному ориентированию.
Кроме спортивного ориентирование любит футбол, волейбол и гандбол.

## Юниорский спорт
2006

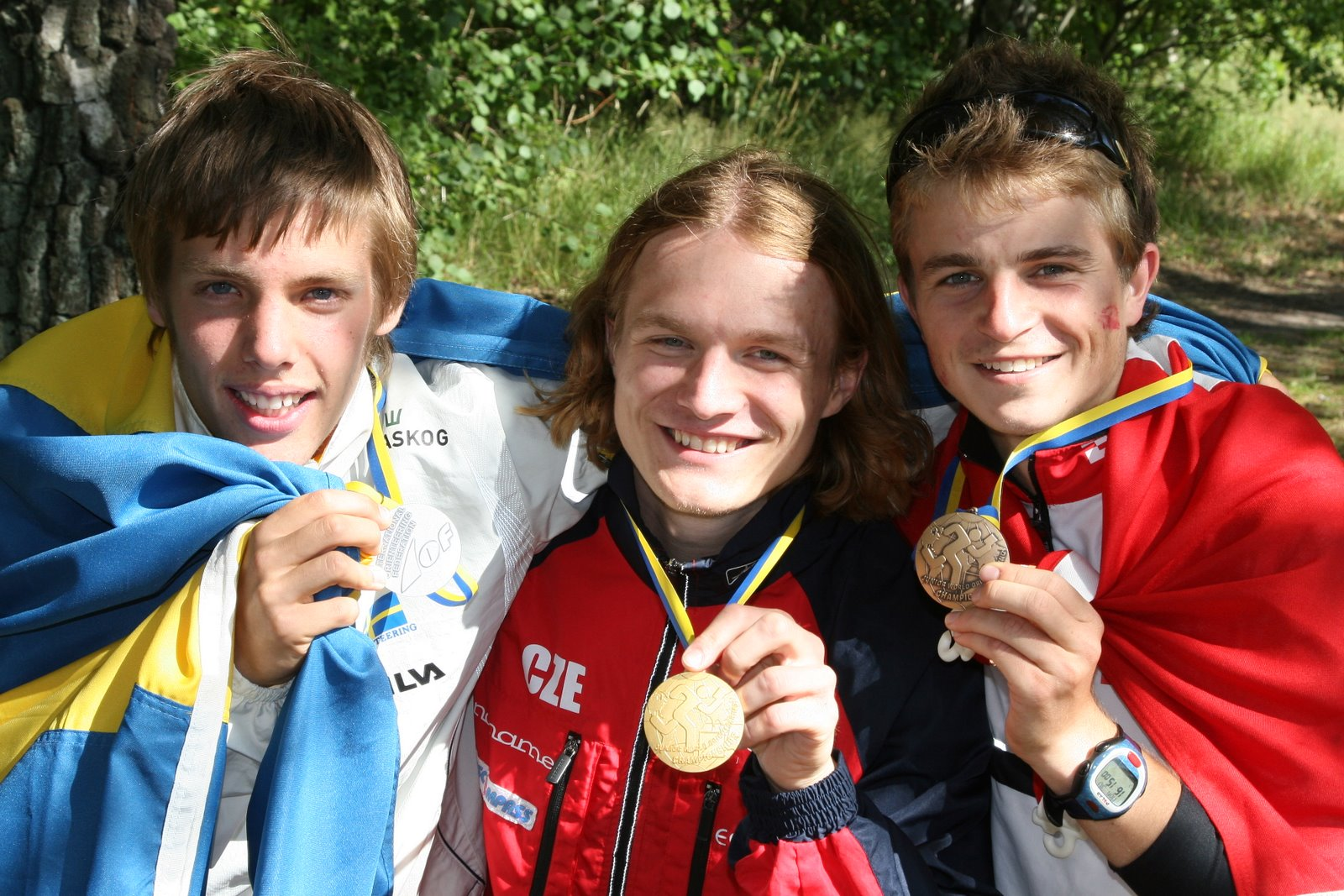
Первенство мира 2008 среди юниоров. Победители в спринте: Степан Кодеда (золото), Юхан Рунессон (серебро) и Сёрен Бобах

На средней дистанции первенства мира 2006 среди юниоров поделил первое место и звание чемпиона мира среди юниоров с чехом Яном Бенешом (Jan Beneš). В спринте был 9-м, на длинной дистанции 14-м.
2007
Первенство мира среди юниоров проходило в Австралии. Сёрен, его бран Христиан и сестра Ида были включены в состав юниорской сборной страны, причём Христиан завоевал бронзовую медаль. Достижения Сёрена были скромнее — 13-й в спринте, 18-й на средней дистанции и 7-й на длинной. Вместе с братом участвовал в эстафете. Сёрен бежал на втором этапе, а Христиан на заключительном третьем. Команда Дании в эстафете заняла 11-е место.
2008

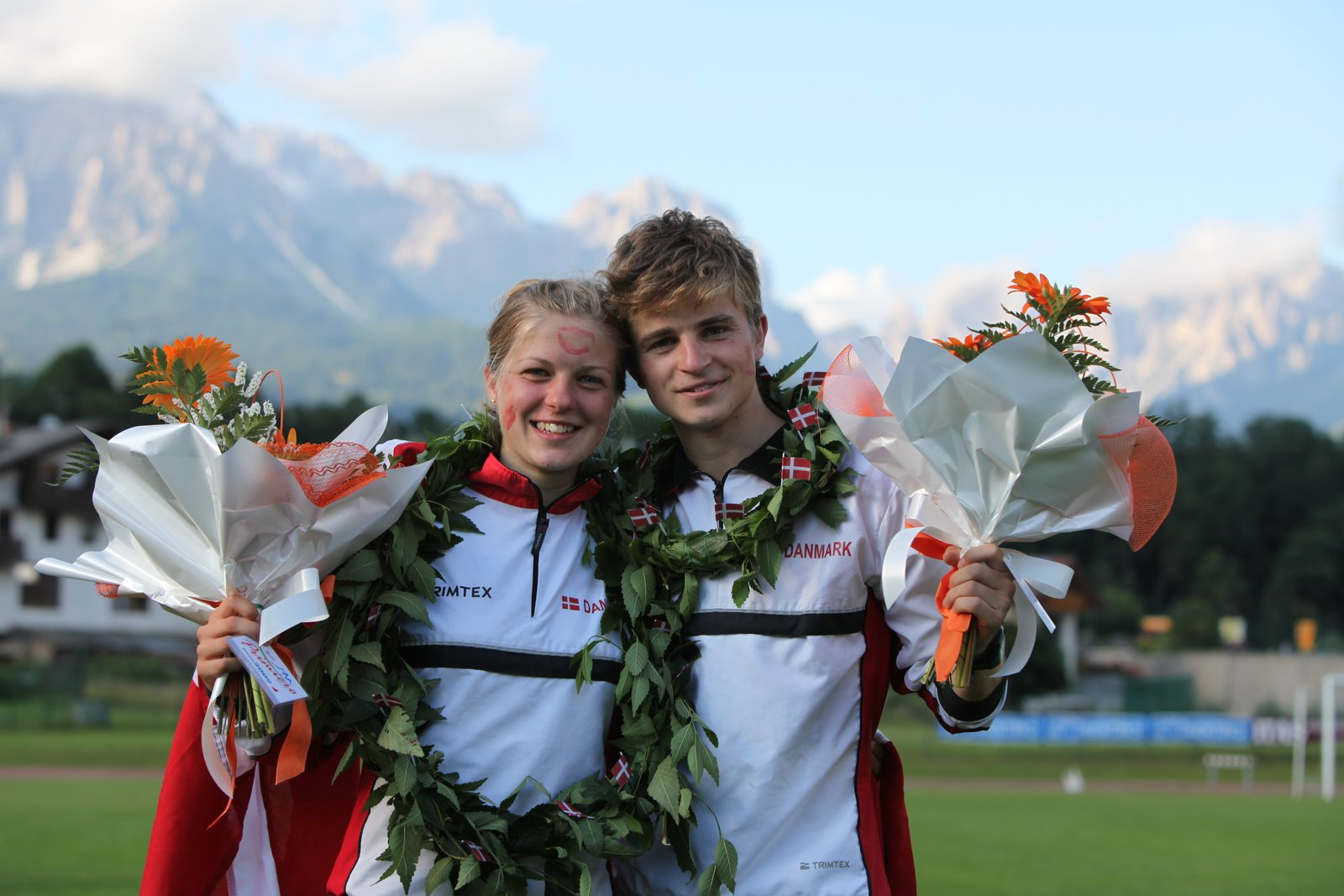
Сёрен со своей сестрой после награждения. Первенство мира 2009 среди юниоров. Спринт

На проходившем мировом первенстве в Швеции (Гётеборг) завоевал бронзовую медаль в спринте, уступив только чеху Степану Кодеда (Štěpán Kodeda) и шведу Юхану Рунессону (Johan Runesson). Так же занял третье место на средней дистанции. Был 7-м на длинной дистанции, в составе эстафетной команды занял 6 место. По итогам года был номинирован на премию «Ultimate Junior Orienteer of 2008».
2009
В Италии на первенстве мира среди юниоров завоевал серебро на длинной дистанции, уступив шведу Густаву Бергаману. Был пятым в спринте и на средней дистанции. Эстафетная команда Дании, за которую Сёрен бежал последний решающий третий этап заняла третье место, уступив сборным Швеции и Швейцарии. Эта медаль для мужской эстафетной команды Дании стала первой с 1995 года. Его сестра Ида выиграла медали во всех 4 видах программы и удостоилась неофициального титула «Королевы первенства» (Queen of JWOC 2009).

## Взрослая карьера
Выступает за сильный норвежский клуб Halden SK с 2008 года. На крупных эстафетах Tiomila и Jukola в 2008—2010 года выступал за второй состав исключительно на первом этапе. В 2011 году на Юколе был «забойщиком» уже в главной команде клуба и занял с ним первое место из более чем 1000 команд.
В 2014 года завоевал серебро с смешанной эстафете на чемпиона мира в Италии и стал чемпионом в спринте.